# 白林地菇
白林地菇（學名：Agaricus silvicola），俗稱木蘑菇（Wood Mushroom），是一種擔子菌門真菌，隸屬於伞菌属。這種真菌味道美味，呈白色，且廣泛地分佈於世界各地。

## 分類
白林地菇最早是由美國真菌學家卡羅·維塔迪尼於1832年描述的。當時，維塔迪尼以為這種真菌是四孢蘑菇的變種，因此將之命名為四孢蘑菇白林變種。後來，查爾斯·霍頓·佩克於1873年將其學名改為現名。其學名中的源自拉丁文，意思是「白色樹林」。

## 描述
白林地菇的菌蓋直徑長5–10厘米（2.0–3.9英寸），呈凸面狀，呈淡奶油色，但在碰傷時會變成黃赭色。其菌柄高5–8厘米，厚1–1.5厘米，與菌蓋的顏色相同，且—有著一個脆弱的菌環。其菌褶起初呈淡粉灰色，隨着年齡增加會變成黑褐色。其子實層是自由下垂的。其菌肉呈白色，在碰傷或切割後會變成黃赭色，並有著近似茴香的氣味。其孢子印呈紫褐色。其擔孢子的大小為5–6 x 3–4微米。

### 類似物種
- 野蘑菇（Agaricus arvensis），有着一個形狀類似齒輪的菌環，味道非常美味。[8]
- 四孢蘑菇（Agaricus campestris），通常比野蘑菇細小，菌褶在年輕時呈粉紅色，味道非常美味。[9]
- 毒鵝膏（Amanita phalloides），有著如同小裙的菌環，且是致命的。[10]

## 分佈及生境
白林地菇廣泛地分佈於北美洲和歐洲，並主要在落葉林和針葉林中出現。這種真菌主要在秋季出現，並常以單獨或一小群的形式出現。

## 可食性
白林地菇是一種美味的蘑菇，並且在歐洲經常被用作食材。但是，這種真菌在北美洲卻可能引致過敏，儘管白林地菇的過敏案例非常罕見。